# Ocnerioxa discreta
Ocnerioxa discreta är en tvåvingeart som beskrevs av Mario Bezzi 1920. Ocnerioxa discreta ingår i släktet Ocnerioxa och familjen borrflugor.
Artens utbredningsområde är Nigeria. Inga underarter finns listade i Catalogue of Life.